# Hofkapelle München
Die Hofkapelle München ist ein in München beheimatetes Orchester, das sich der historischen Aufführungspraxis musikalischer Werke des 17. und  18. Jahrhunderts (Barockmusik) verschrieben hat. In seiner aktuellen Form besteht das Orchester seit 2009. Die Musiker spielen auf Instrumentarium der Entstehungszeit oder entsprechenden Nachbauten. Künstlerischer Leiter ist der Violinist und Dirigent Rüdiger Lotter. 
Im Laufe der Jahre hat das Orchester mit vielen namhaften Künstlern und Chören zusammengearbeitet, darunter zum Beispiel den Dirigenten Reinhard Goebel und Alessandro de Marchi, der Blockflötistin Dorothee Oberlinger, der Gambistin Hille Perl, der Sopranistin Christiane Karg, den Countertenören Lawrence Zazzo und Valer Sabadus oder der Mezzosopranistin Sophie Marin-Degor und der Sopranistin Sunhae Im sowie dem Tölzer Knabenchor und dem Chor des Bayerischen Rundfunks. Ein Schwerpunkt der künstlerischen Arbeit ist die Wiederaufführung von Werken der bayerischen Musikgeschichte.

## Geschichte
Anfang des 16. Jahrhunderts vereinte Ludwig Senfl ein Musik-Ensemble mit der Bezeichnung Hofkapelle München. 1556 berief Herzog Albrecht V. von Bayern Orlando di Lasso zum Leiter der Hofkapelle, der den Ruf als Spitzenensemble für die nächsten 200 Jahre begründete. Später wirkten Agostino Steffani, Pietro Torri und Evaristo Dall’Abaco am Münchner Hofe. 1777 erfolgte nach Amtsantritt des Thronfolgers Kurfürst Karl-Theodor (Karl II.) der Zusammenschluss mit der Mannheimer Hofkapelle. Aus dieser entwickelte sich das heutige Bayerische Staatsorchester.
In Rückbesinnung auf die Hofkapelle des Kurfürsten wurde 1992 die Neue Hofkapelle München unter der Leitung von Christoph Hammer ins Leben gerufen. Im Jahr 2009 formierte sich dieses Ensemble unter der Leitung des Barockgeigers und Dirigenten Rüdiger Lotter als Hofkapelle München neu. 
In einer Kooperation mit der Bayerischen Theaterakademie August Everding begleitete das Orchester regelmäßig bis 2013 Produktionen des 17. oder 18. Jahrhunderts, wie 2007 Reinhard Keisers Fredegunda und W. A. Mozarts Così fan tutte, 2009 Henry Purcells The Fairy-Queen und Antonio Vivaldis Orlando furioso. 2011 wurde im Münchner Prinzregententheater Didone abbandonata von Johann Adolph Hasse in Zusammenarbeit mit der Hasse-Gesellschaft München nach 250 Jahren wiederaufgeführt. Diese Produktion gastierte im März 2012 im Theater von Versailles.

## Diskographie
- Christoph Willibald Gluck, Antonio Sacchini: Le belle immagini. Hofkapelle München, Dir. Alessandro De Marchi. Sony Classical, 2014.
- Johann Sebastian Bach: Sechs Brandenburgische Konzerte. Hofkapelle München Dir. Rüdiger Lotter, Solisten: Dorothee Oberlinger, Hille Perl, Martin Sandhoff, Laura Vukobratovic, Florian Deuter, Olga Watts, Walter Rumer, u. a. Aufnahme aus der Himmelfahrtskirche / München. dhm (Sony music), 2013
- Johann Adolph Hasse: Didone abbandonata. Hofkapelle München, Dir. Michael Hofstetter. Naxos, 2013.
- Johann Adolph Hasse: Hasse reloaded. Hofkapelle München, Dir. Michael Hofstetter. Oehms Classics, 2012.
- Arien aus Didone abbandonata (Hasse), Arianna a Naxos (Haydn) und Lucrezia (Händel). Hofkapelle München, Mezzosopran: Stefanie Irányi, Dir. Michael Hofstetter. Oehms Classics

## Auszeichnungen
- Preis der Deutschen Schallplattenkritik 2012[3]
- Echo Klassik 2015 – Solistische Einspielung des Jahres (Gesang / Opernarien): Valer Sabadus / Hofkapelle München / Alessandro De Marchi – C.W. Gluck: Le belle immagini[4]